# توشیهیده ماتسوی
 توشیهیده ماتسوی (انگلیسی: Toshihide Matsui؛ زاده ۱۹ آوریل ۱۹۷۸) یک تنیس‌باز اهل ژاپن است.